# Byers (Colorado)
Byers és una concentració de població designada pel cens dels Estats Units a l'estat de Colorado. Segons el cens del 2000 tenia 1.233 habitants.

## Demografia
Segons el cens del 2000, Byers tenia 1.233 habitants, 436 habitatges, i 327 famílies. La densitat de població era de 111,2 habitants per km².
Dels 436 habitatges en un 41,1% hi vivien nens de menys de 18 anys, en un 58,5% hi vivien parelles casades, en un 9,6% dones solteres, i en un 24,8% no eren unitats familiars. En el 18,6% dels habitatges hi vivien persones soles el 6,7% de les quals corresponia a persones de 65 anys o més que vivien soles. El nombre mitjà de persones vivint en cada habitatge era de 2,83 i el nombre mitjà de persones que vivien en cada família era de 3,21.
Per edats la població es repartia de la següent manera: un 31,6% tenia menys de 18 anys, un 7,6% entre 18 i 24, un 29,4% entre 25 i 44, un 24,1% de 45 a 60 i un 7,2% 65 anys o més.
L'edat mediana era de 34 anys. Per cada 100 dones de 18 o més anys hi havia 103,6 homes.
La renda mediana per habitatge era de 43.750 $ i la renda mediana per família de 46.250 $. Els homes tenien una renda mediana de 40.556 $ mentre que les dones 25.750 $. La renda per capita de la població era de 17.924 $. Entorn del 6% de les famílies i el 7,8% de la població estaven per davall del llindar de pobresa.

## Poblacions més properes
El següent diagrama mostra les poblacions més properes.